# Diocesi di Tulcán
La diocesi di Tulcán (in latino Dioecesis Tulcanensis) è una sede della Chiesa cattolica in Ecuador suffraganea dell'arcidiocesi di Quito. Nel 2022 contava 154.880 battezzati su 192.250 abitanti. È retta dal vescovo Carlos Washington Yépez Naranjo.

## Territorio
La diocesi comprende la provincia del Carchi.
Sede vescovile è la città di Tulcán, dove si trova la cattedrale di San Michele arcangelo.
Il territorio è suddiviso in 25 parrocchie.

## Storia
La diocesi è stata eretta il 17 marzo 1965 con la bolla Praegrave Ecclesiae di papa Paolo VI, ricavandone il territorio dalla diocesi di Ibarra.

## Cronotassi dei vescovi
Si omettono i periodi di sede vacante non superiori ai 2 anni o non storicamente accertati.
- Luis Clemente de la Vega Rodríguez † (17 marzo 1965 - 4 maggio 1987 deceduto)
- Germán Trajano Pavón Puente † (28 gennaio 1989 - 19 aprile 2001 nominato vescovo di Ambato)
- Luis Antonio Sánchez Armijos, S.D.B. (15 giugno 2002 - 22 febbraio 2010 nominato vescovo di Machala)
- Fausto Gaibor García † (3 maggio 2011 - 4 giugno 2021 deceduto)[1]
  - Luis Bernardino Núñez Villacís (5 luglio 2021 - 6 agosto 2021 dimesso) (vescovo eletto)
- Carlos Washington Yépez Naranjo, dal 16 maggio 2023

## Statistiche
La diocesi nel 2022 su una popolazione di 192.250 persone contava 154.880 battezzati, corrispondenti all'80,6% del totale.
| anno | popolazione | popolazione | popolazione | presbiteri | presbiteri | presbiteri | presbiteri                | diaconi | religiosi | religiosi | parrocchie |
| anno | battezzati  | totale      | %           | numero     | secolari   | regolari   | battezzati per presbitero | diaconi | uomini    | donne     | parrocchie |
| ---- | ----------- | ----------- | ----------- | ---------- | ---------- | ---------- | ------------------------- | ------- | --------- | --------- | ---------- |
| 1966 | 100.030     | ?           | ?           | 31         | 24         | 7          | 3.226                     |         | 10        | 67        | 14         |
| 1970 | 114.700     | 115.000     | 99,7        | 30         | 25         | 5          | 3.823                     |         | 11        | 75        | 20         |
| 1976 | 125.000     | 127.000     | 98,4        | 27         | 23         | 4          | 4.629                     |         | 9         | 77        | 21         |
| 1977 | 126.000     | 130.000     | 96,9        | 29         | 26         | 3          | 4.344                     | 1       | 9         | 98        | 23         |
| 1990 | 155.700     | 158.000     | 98,5        | 23         | 20         | 3          | 6.769                     |         | 7         | 11        | 27         |
| 1999 | 162.357     | 167.379     | 97,0        | 35         | 34         | 1          | 4.638                     |         | 3         | 99        | 26         |
| 2000 | 165.674     | 169.056     | 98,0        | 31         | 29         | 2          | 5.344                     |         | 4         | 102       | 26         |
| 2001 | 167.028     | 170.784     | 97,8        | 36         | 34         | 2          | 4.639                     |         | 5         | 107       | 26         |
| 2002 | 169.250     | 174.680     | 96,9        | 34         | 31         | 3          | 4.977                     |         | 3         | 109       | 26         |
| 2003 | 171.682     | 177.240     | 96,9        | 34         | 31         | 3          | 5.049                     |         | 4         | 106       | 26         |
| 2004 | 167.850     | 173.221     | 96,9        | 32         | 29         | 3          | 5.245                     |         | 4         | 106       | 26         |
| 2010 | 176.000     | 184.000     | 95,7        | 39         | 36         | 3          | 4.512                     |         | 3         | 101       | 25         |
| 2014 | 187.000     | 196.000     | 95,4        | 34         | 31         | 3          | 5.500                     |         | 4         | 86        | 25         |
| 2017 | 166.885     | 177.062     | 94,3        | 39         | 36         | 3          | 4.279                     |         | 4         | 77        | 25         |
| 2020 | 150.543     | 186.869     | 80,6        | 45         | 39         | 6          | 3.345                     |         | 8         | 63        | 25         |
| 2022 | 154.880     | 192.250     | 80,6        | 46         | 40         | 6          | 3.366                     |         | 8         | 63        | 25         |